# Människors liv främst
Människors liv främst (japanska:国民の生活が第一 Kokumin no Seikatsu ga Daiichi; engelska: People's Life First) var ett kortlivat politiskt parti i Japan. Partiet hade 37 av 480 platser i Japans underhus och 12 av 242 platser i Japans överhus. Den 28 november 2012 gick partiet samman med guvernören i Shiga, Yukiko Kadas parti Nippon Mirai no Tō baserat i Ōtsu.

## Grundande
Partiet grundades av Ichirō Ozawa tillsammans med 48 andra medlemmar från Demokratiska partiet (DPJ) efter att DPJ regeringen i Yoshihiko Noda röstade för att öka konsumtionsskatten från 5% till 10%. Det konstituerande mötet hölls i riksdagsmuseet den 11 juli 2012.

## Politiska frågor
Partiet motsatte sig ökad konsumtionsskatt och ville avskaffa användandet av kärnkraft i Japan.